# واتسلاو هاول
واتسلاو هاول (چکی: Václav Havel؛‏ تلفظ چکی: [ˈvaːtslav ˈɦavɛl] ()؛ ‏زادهٔ ۵ اکتبر ۱۹۳۶ - درگذشتهٔ ۱۸ دسامبر ۲۰۱۱) سیاستمدار اهل جمهوری چک و واپسین رئیس‌جمهور جمهوری چک (از ۲ فوریهٔ ۱۹۹۳ تا ۲ فوریهٔ ۲۰۰۳) بود. او همچنین نمایش‌نامه‌نویس و نویسنده بود.

## جوانی
او در پراگ در خانواده‌ای فرهنگی و روشن‌فکر به دنیا آمد. خانوادهٔ معترض وی به‌طور مستقیم با اتفاقات فرهنگی و سیاسی چکسلواکی از سال‌های ۱۹۲۰ تا ۱۹۴۰ در ارتباط بوده و به همین دلیل رژیم کمونیستی چکسلواکی به هاول اجازهٔ تحصیلات دبیرستانی را بعد از سال ۱۹۵۰ نداد و او مجبور به گذراندن دوره‌های شبانه برای تمام کردن مقطع دبیرستانی شد.
وی در سال ۱۹۵۴ موفق به اخذ دیپلم متوسطه شد. سابقهٔ اختلافات سیاسی دوباره دلیلی برای عدم پذیرش وی در دانشکده‌های علوم انسانی شد و او به ناچار رشته اقتصاد را برای ادامه تحصیل در دانشگاه پراگ انتخاب کرد. واتسلاو هاول این رشتهٔ تحصیلی را بعد از دو سال ناتمام رها کرد. سنت فرهنگی خانوادگی و علاقهٔ شخصی ذهن پویای وی را به دنبال علوم اجتماعی و فرهنگی می‌کشید و انگیزه‌ای روزافزون در وجود وی ایجاد می‌کرد.
او بعد از اتمام خدمت سربازی در سال‌های ۱۹۵۷–۱۹۵۹ به‌عنوانِ کارگردان پشت صحنه در تئاتری در پراگ مشغول به کار شد و همزمان تحصیل مکاتبه‌ای را در رشتهٔ دراما در دانشکدهٔ هنر دانشگاه پراگ آغاز کرد. اولین بازی کامل وی در سال ۱۹۶۳ با نمایشنامهٔ جشن باغچه روی صحنه رفت و جوایز و موفقیت بزرگی برای وی به همراه آورد. به دنبالِ آن نمایشنامهٔ خاطرات از موفقترین کارهایش را خلق کرد.
واتسلاو هاول در سال ۱۹۶۴ علی‌رغم میل خانواده و مخالفت مادرش با اولگا اسپلیخالوا ازدواج کرد.

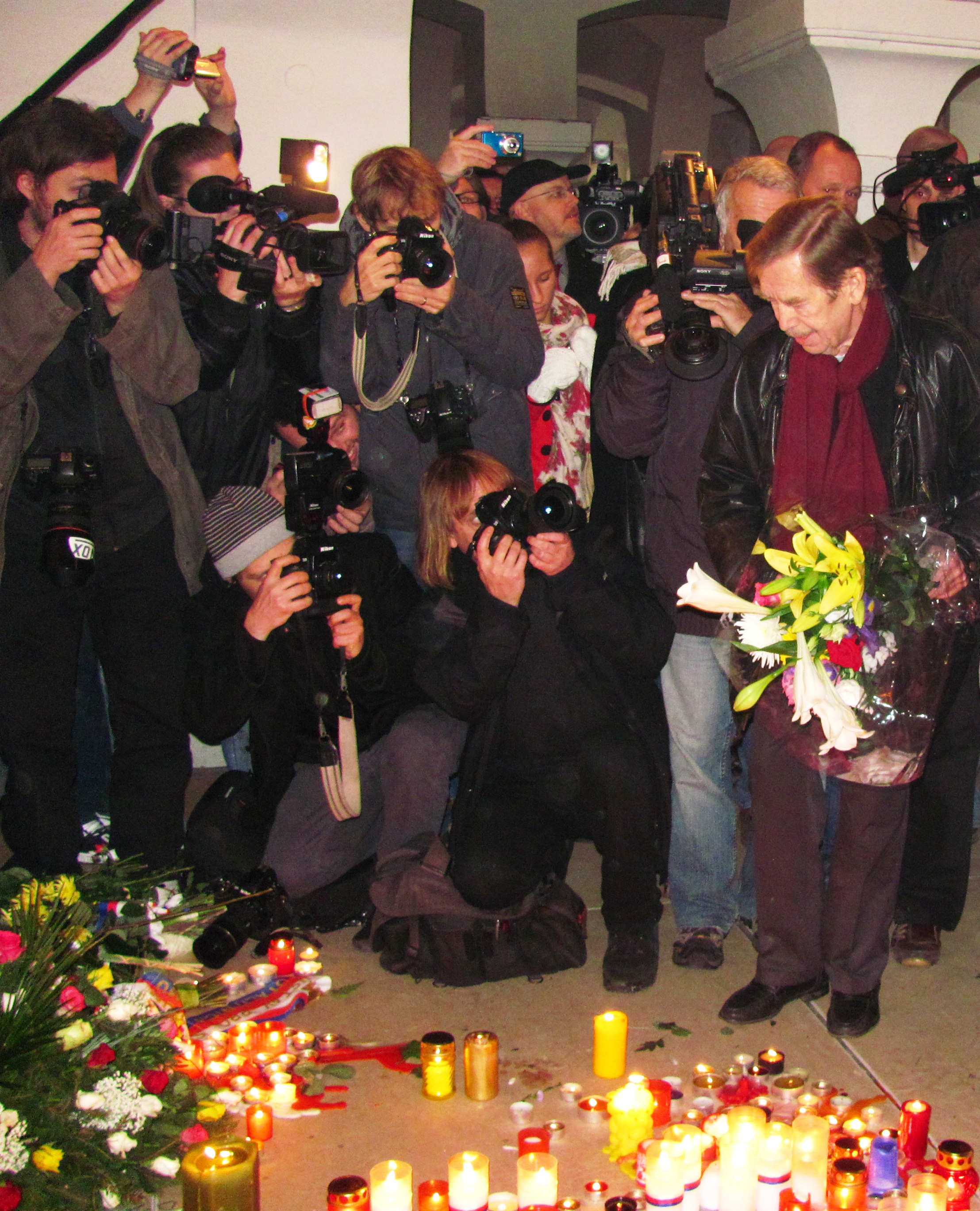
واتسلاو هاول ۲۰۱۰

## زندگی سیاسی

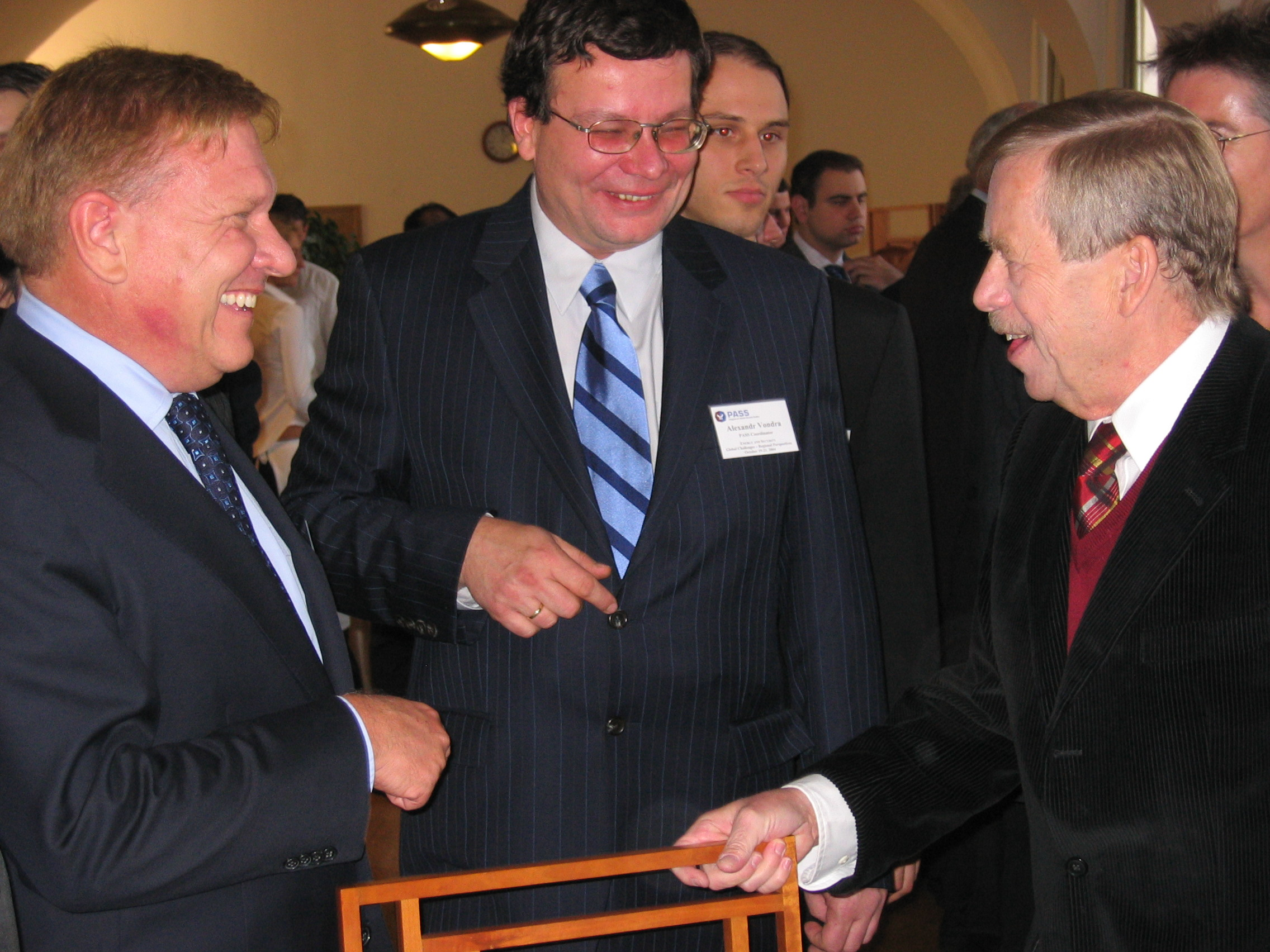
زندگی سیاسی واتسلاو هاول

جوّ اختناقی که پس از افول بهار پراگ در سال ۱۹۶۸ به وجود آمده بود هاول را برای مدتی از تئاتر و نمایش محروم ساخت، ولی فعالیت‌های سیاسی وی را بارزتر کرده و وی را وارد دنیای سیاست نمود. در طول حیاتش نوشته‌ها و فعالیت‌های سیاسی او باعث به زندان افتادن و تحمل حبس‌های پیاپی و طولانی مدت شد که بیشترین آن‌ها به چهار سال حبس و تحت مراقبت بودن انجامید.
هاول شاهکار خود خرامیدنی حزین داستان سیاستمداری که بیمِ بازگشت به محبس دارد را پس از آزادی از زندانِ چهار ساله نوشت. از جمله دیگر شاهکاری هاول «قدرت بی قدرتان» در وصف نظام های  بعد از توتالیتاریسم (پساتوتالیتاریسم) است که سیاست و جامعه مدرن را مهیاکننده مردم برای زندگی در دروغ می‌خواند.
هاول در سال ۱۹۸۹ اولین رئیس‌جمهور غیر کمونیست حکومت چکسلواکی شد. وی نقشی کلیدی در پیروزی انقلاب مخملی چکسلواکی داشت، انقلابی بدون خونریزی که منجر به فروپاشی حکومتِ کمونیستی چکسلواکی و تشکیل دو کشور جدید چک و اسلواکی شد.
در سال ۱۹۹۳ در اولین انتخابات کشور جمهوری چک پس از انقلاب مخملی به‌عنوان رئیس‌جمهور برگزیده شد.
از جمله اقدامات مهم وی در اولین دورهٔ ریاست جمهوری فرمان عفو عمومی برای بسیاری از زندانیان و محکومان رژیم گذشته بود، اقدامی که به گفتهٔ بسیاری از منتقدانش آمار جرم را بعد از آن سال‌ها بالا برد. هاول قضاوت محاکم ناعادل را قابل اعتماد نمی‌دانست. هاول مهم‌ترین دستاورد دوران ریاست جمهوری خود را فسخ و انحلال پیمان ورشو می‌داند. او از مهم‌ترین رهبرانی بود که باعث پیوستن اعضای سابق پیمان ورشو به پیمان ناتو گردید.
وی در سال ۱۹۹۸ برای بار دوم به ریاست جمهوری کشورش برگزیده شد ولی این دوران ریاست، دوران کسالت جسمانی وی بود و بیماری‌های دستگاه گوارشی و سرطان شش به علت استعمال دخانیات باعث نگرانی دوستداران وی گردید.
در دنیای سیاست هاول همواره حمایت‌کننده ای صبور برای مقاومت‌های بدون خشونت بوده‌است. بیل کلینتون شخصیت و روش مبارزه وی را به گاندی و نلسون ماندلا تشبیه کرده‌است.
مخالفت واتسلاو هاول با زدودن و کنار گذاردن مسئولان سیاسی حکومت کمونیستی در دوره‌های بعد از انقلاب ۱۹۸۹ باعث زیر سؤال رفتن نقش وی در این انقلاب مخملی و فروپاشی کمونیسم در آن کشور شده بود، ولی نتایج نظرسنجی سال ۲۰۰۵ واتسلاو هاول را سومین شخصیت محبوب کل تاریخ ملت چک معرفی کرد.
در سال ۲۰۰۳ او موفق به دریافت جایزه صلح گاندی از طرف حکومت هند به خاطر حمایت‌هایش از حقوق بشر در بدترین شرایط و فعالیت‌های صلح دوستانه شد. وی از جمله شخصیت‌هایی بود که به حکومت جمهوری اسلامی ایران برای زندانی نمودن اکبر گنجی اعتراض کرده و خواستار آزادی وی از زندان شد. او همچنین در اکتبر ۲۰۱۰، در یک همایش بین‌المللی در پراگ به حمایت از نسرین ستوده وکیل دربند ایرانی پرداخت و خواستار آزادی فوری او از زندان شد.
هاول در طول زندگی سیاسی و هنری از طرف گروه‌ها و شخصیت‌های بین‌المللی زیادی مورد تقدیر قرار گرفته‌است که از آن جمله می‌توان به مدال آزادی فیلادلفیا ۱۹۹۴، نامزدی دریافت جایزه صلح نوبل و جایزه صلح گاندی اشاره کرد.
او در سال‌های آخر زندگی‌اش به همراه همسر دوم خود، داگمار هاولوا (هنرپیشه تئاتر و تلویزیون که پس از مرگ دراماتیک همسر اولش اولگا با وی ازدواج کرد) زندگی آرامی به دور از صحنه سیاست داشت.
هاول از جمله حامیان گروه موسیقی د پلاستیک پیپل آو د یونیورس (The Plastic People of the Universe) و از دوستان صمیمی بیل کلینتون بود.

## کتاب‌ها و نمایشنامه‌های مهم
- جشن باغچه ۱۹۶۳
- خاطرات ۱۹۶۵
- پروانه ای روی آنتن ۱۹۶۸
- اپرای گدایان ۱۹۷۵
- اشتباه ۱۹۸۳
- فردا ۱۹۸۸
- قدرت بی‌قدرتان ۱۹۸۵
- زندگی در حقیقت ۱۹۸۶
- نامه‌ به الگا ۱۹۸۸
- به سوی جامعه مدنی ۱۹۹۴
- به سوی قلعه و بازگشت ۲۰۰۷

## گفتگو با روزنامه‌نگار ایرانی
هاول در سال‌های پایانی عمرش با مجله مهرنامه گفتگویی کرد و دربارهٔ فیلمسازی خود گفت «در تمام مدت زندگی‌ام نمایشنامه‌هایی برای تئاتر نوشته‌ام که دیگران آنها را روی صحنه اجرا کرده‌اند. با خودم فکر کردم الان زمانی است که خودم باید چیزی را اجرا کنم، یا بهتر بگویم چیزی را اجرا کنم که خودم نوشته‌ام.»
بعد از انتخابات ریاست‌جمهوری سال ۱۳۸۸ ایران، هاول متهم شد که در امور داخلی ایران دخالت می‌کند. حکومت ایران نیز مخالفان خود را متهم به تلاش برای انقلاب مخملی کرد. هاول در گفت‌گو با مهرنامه دربارهٔ پیاده کردن انقلاب مخملی در کشورهای دیگر گفت «سقوط رژیم کمونیستی در اروپای مرکزی و اروپای شرقی فقط از طریق یک سلسله مسائل هماهنگ جهانی امکان‌پذیر بود. به نظر من چیزی بود که به سختی بشود آن را تکرار کرد.»
او همچنین دربارهٔ خشونت در انقلاب‌ها گفته بود «انقلاب‌ها تمایلی ندارند بدون خون و خونریزی باشند ولی هر کس باید برای تغییرِ بدون خشونت و تغییرِ همراه با مسالمت تلاش کند. خشونت نه برای دولت‌ها و نه برای حرکت‌های اعتراضی به هیچ وجه راه درستی نیست.»